# Audi e-tron GT
De Audi e-tron GT is een volledig elektrische sportwagen uit 2021, ontwikkeld door de Duitse autobouwer Audi, die voorheen in 2018 als conceptauto werd voorgesteld onder de naam Audi e-tron GT Concept. De auto is verwant aan de Porsche Taycan en concurreert met de Tesla Model S. 
Op 9 februari 2021 stelde Audi de twee nieuwe e-tron GT-modellen voor. De e-tron GT quattro is een vierdeurscoupé die 355 kW en 630 Nm levert en daarmee een topsnelheid van 245 km/u haalt. De acceleratie van 0 tot 100 km/u gebeurt in 4,1 seconden. De RS e-tron GT is de RS-uitvoering van de vierdeurscoupé met een vermogen van 446 kW en 830 Nm koppel, goed voor een topsnelheid van 250 km/u en een acceleratie van 0 tot 100 km/u in 3,3 seconden.
De Audi e-tron GT wordt samen met de Audi R8 gebouwd bij Audi Sport in Neckarsulm, Duitsland.
De auto deelt zo'n 40% van zijn onderdelen met de Porsche Taycan. Beide auto’s staan op het zogenaamde J1-platform, dat speciaal voor deze sportieve modellen ontwikkeld is.

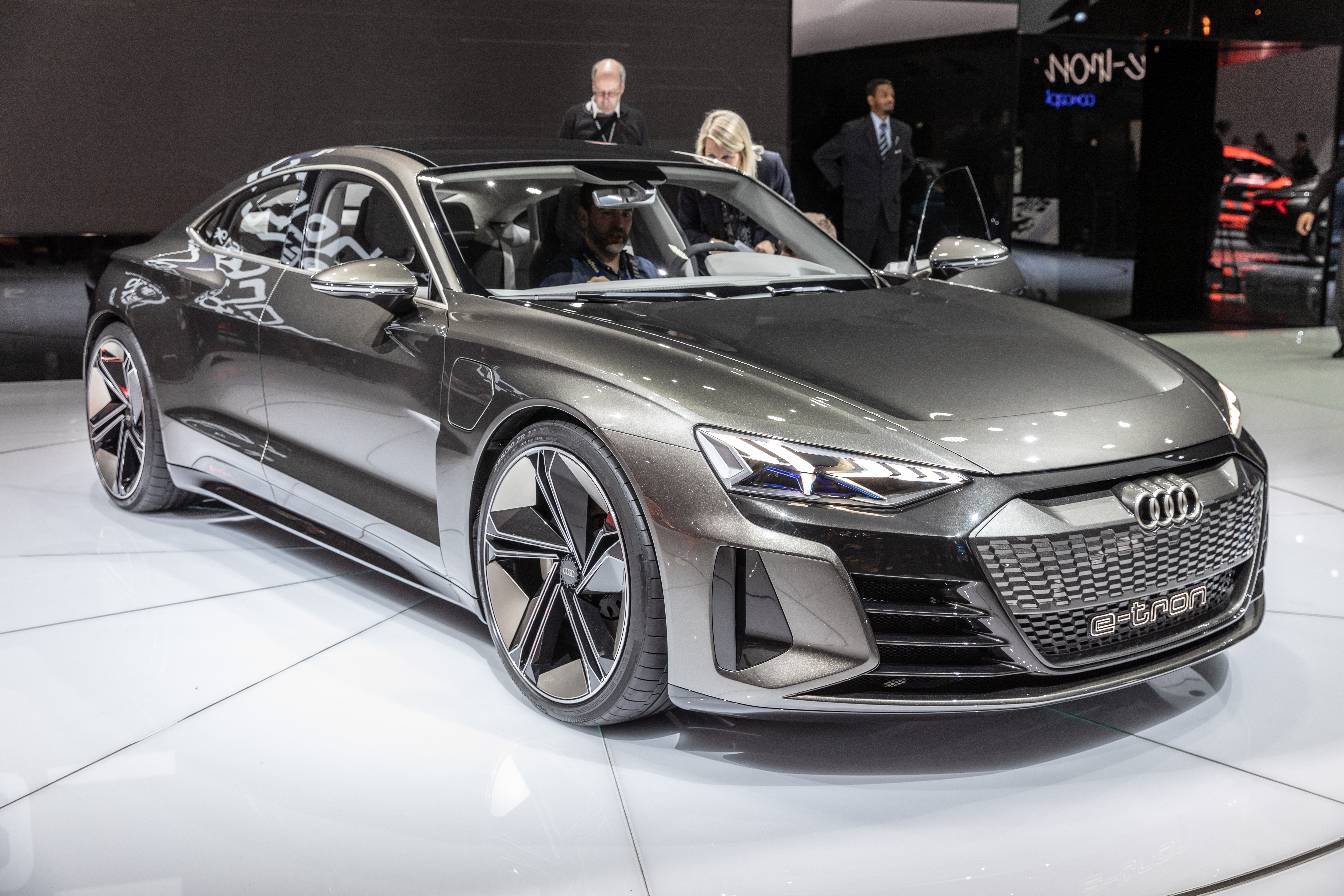
Audi e-tron GT concept
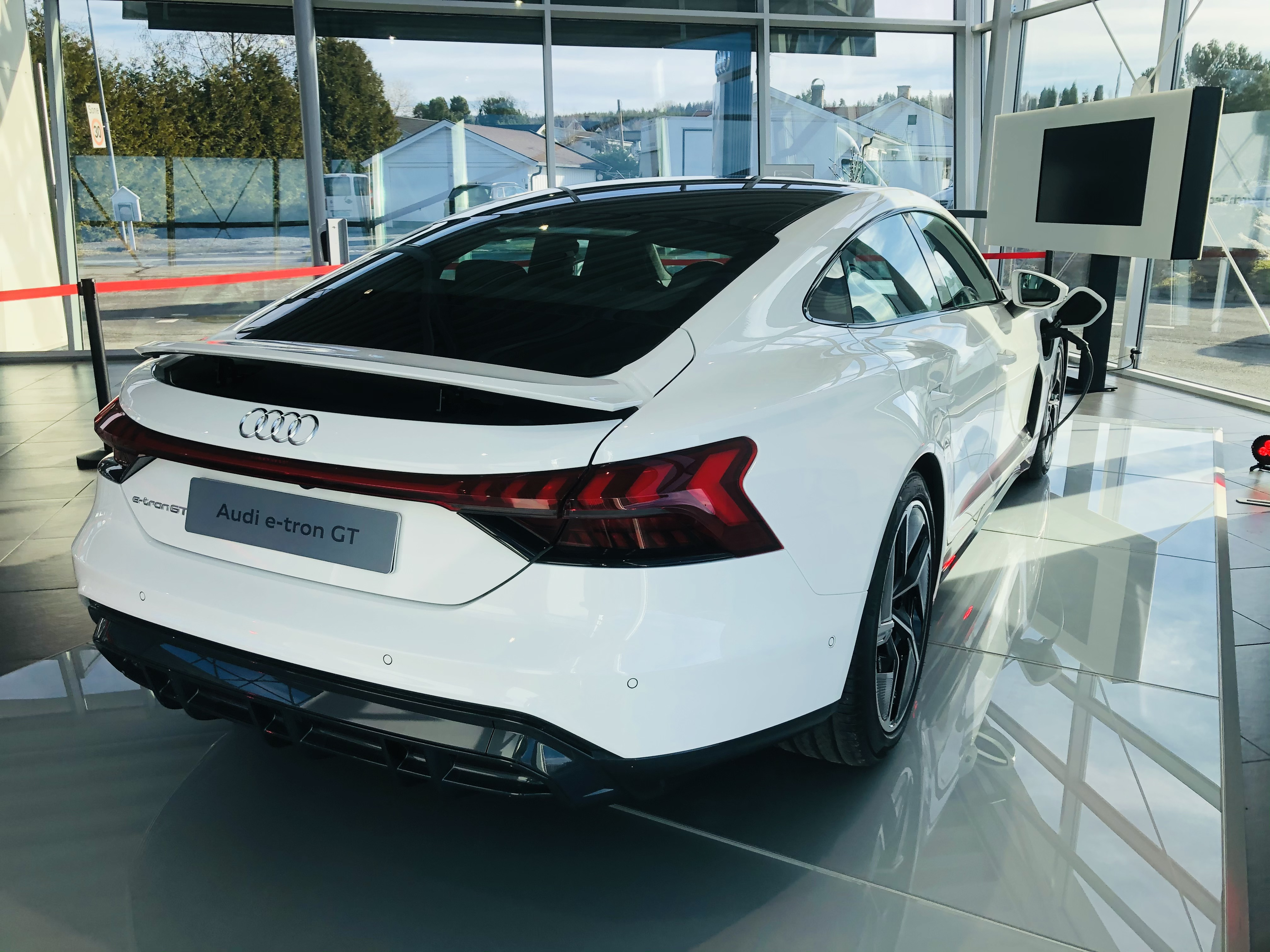
Audi e-tron GT, achteraanzicht
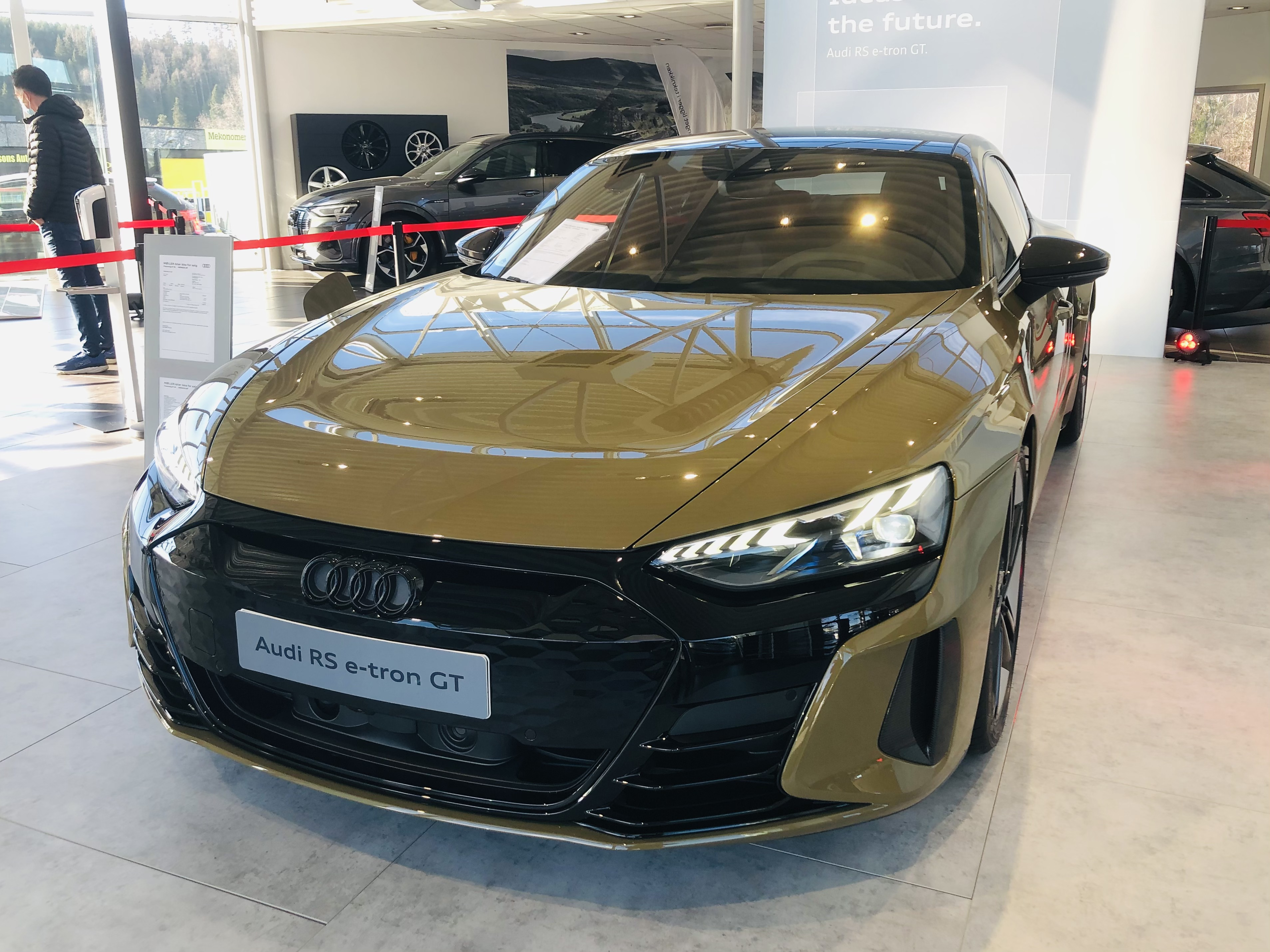
Audi RS e-tron GT
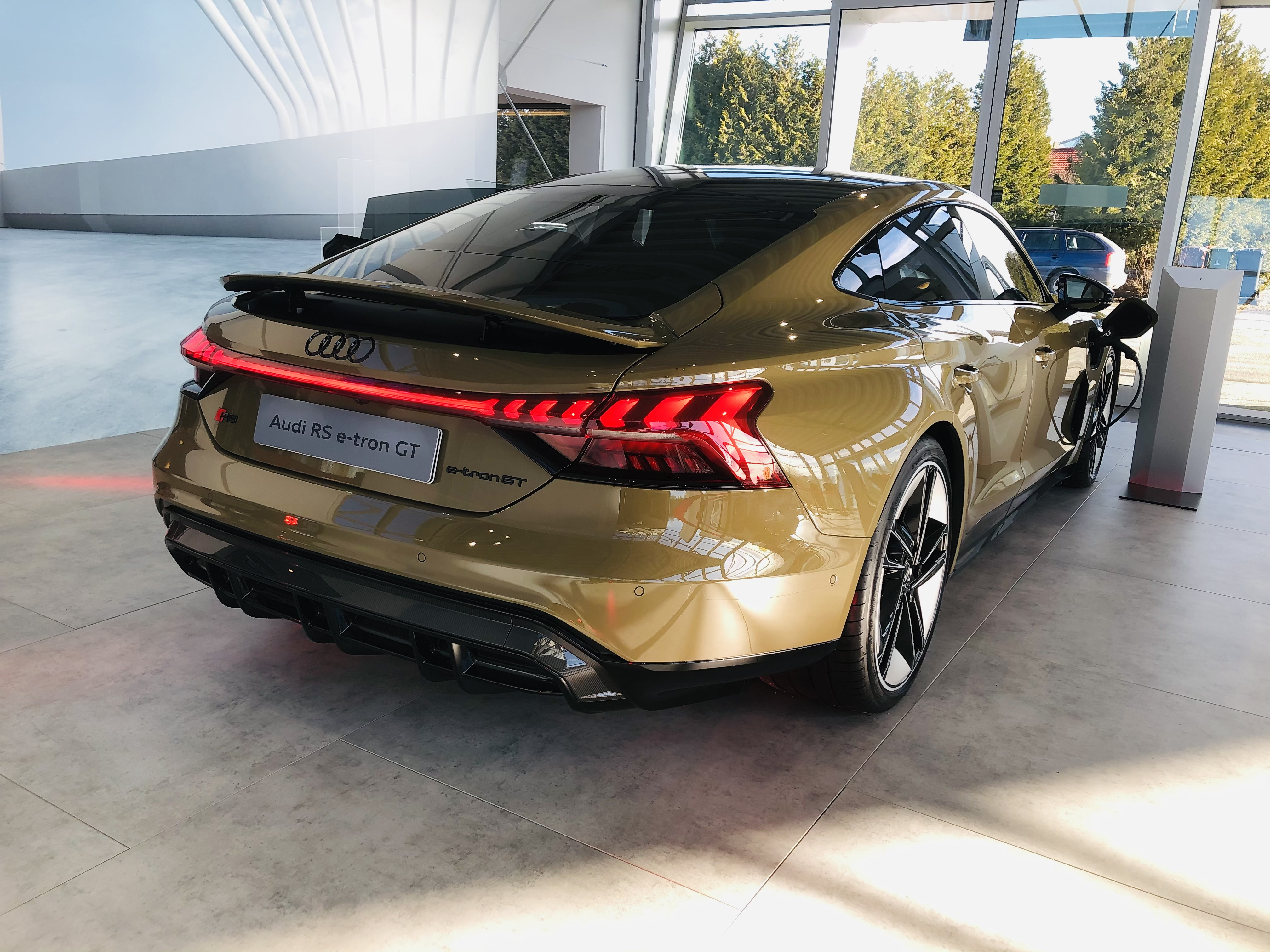
Audi RS e-tron GT, achteraanzicht

## Motoren
| Model             | Jaren  | Vermogen | Koppel | Topsnelheid | Bereik     |
| ----------------- | ------ | -------- | ------ | ----------- | ---------- |
| e-tron GT quattro | 2021 - | 355 kW   | 630 Nm | 245 km/u    | max 487 km |
| RS e-tron GT      | 2021 - | 446 kW   | 830 Nm | 250 km/u    | -          |